# Cattedrale di Ertatsminda
La cattedrale di Ertatsminda (in georgiano ერთაწმინდის ტაძარი?) è una cattedrale ortodossa della municipalità di K'asp'i, in Georgia. Si trova al centro del villaggio di Ertatsminda. Fu costruita nel XIII secolo ed è stilisticamente simile ad altri edifici georgiani di epoca medievale come la chiesa di Ikorta, la chiesa di Tsughrughasheni, il monastero di Pitareti, il monastero di Betania e quello di Kvatakhevi. Nel XVII secolo fu affidata alla gestione della famiglia Tarkhan-Mouravi. Vi fu sepolto, tra gli altri, Paata, il figlio di Giorgi Saakadze ucciso per volere dello scià 'Abbas I. È dedicata a Eustazio di Mtskheta, un santo ucciso dai persiani nel 550 circa per aver rinnegato lo zoroastrismo.

## Galleria d'immagini

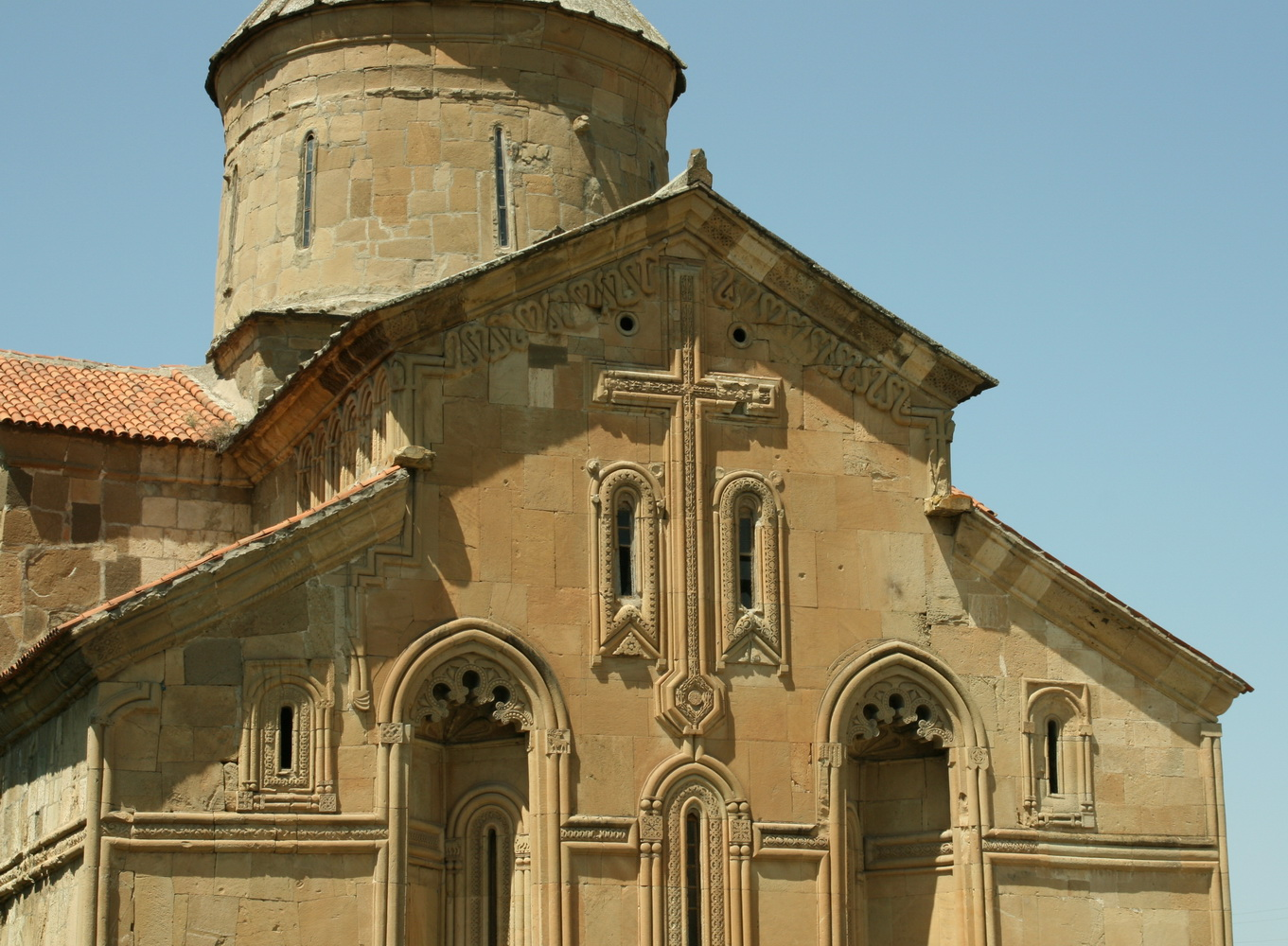
Facciata
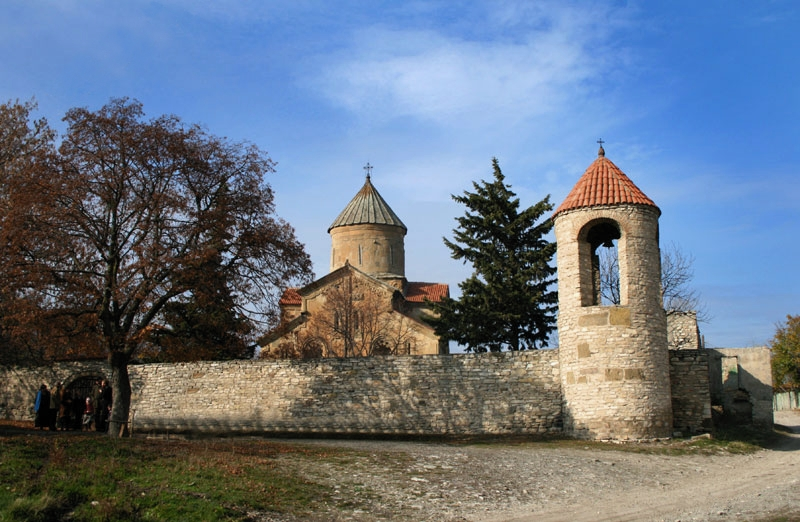
Campanile
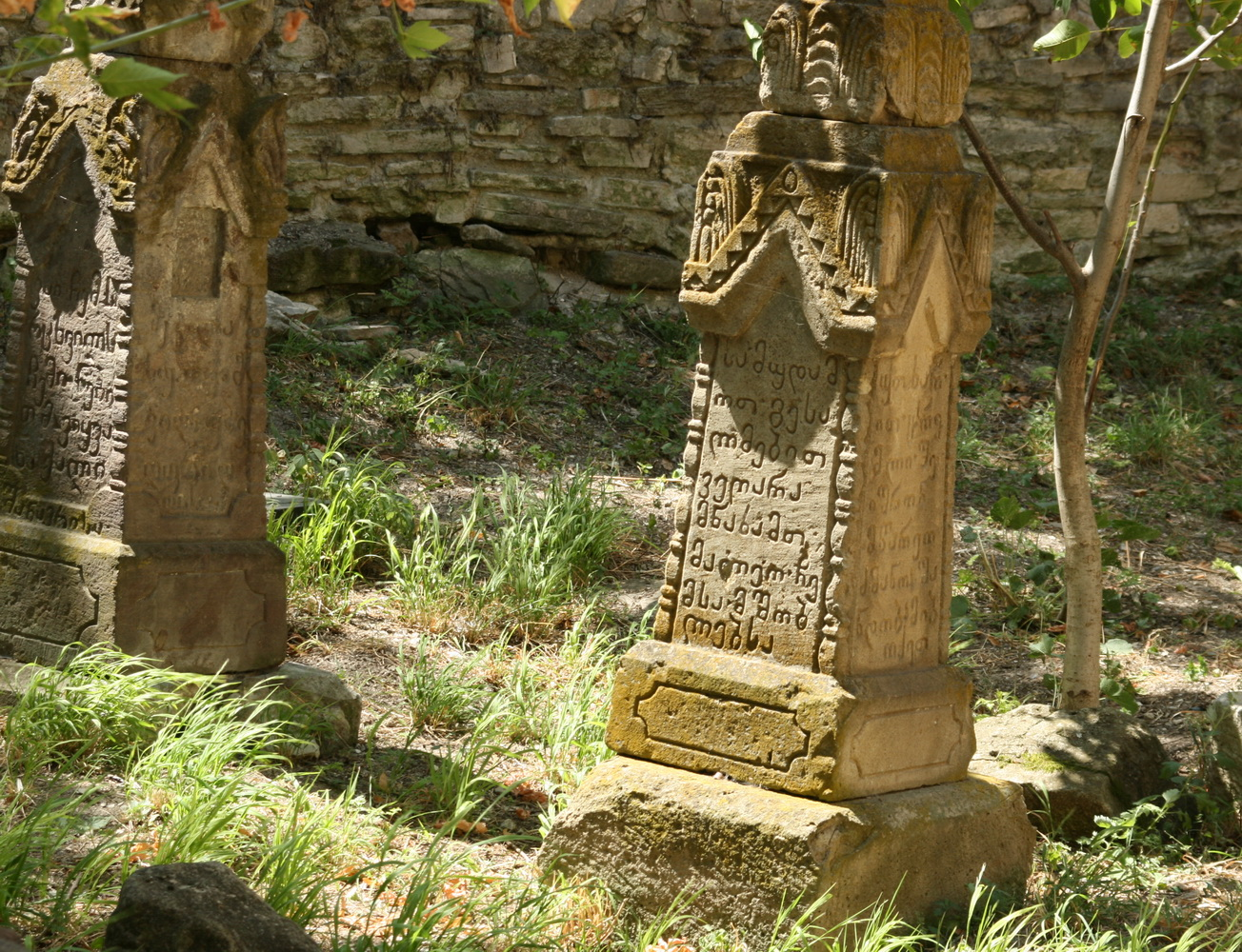
Tombe